# S Club Party
S Club Party un singolo del gruppo musicale britannico S Club 7, pubblicato il 20 settembre 1999 come secondo estratto dall'album S Club.

## Tracce
CD Maxi
1. S Club Party – 3:30
2. Viva la fiesta – 3:08
3. Our Time Has Come – 4:16

- Extras: S Club Party (Video)

## Classifiche

### Classifiche settimanali
| Classifica (1999-00) | Posizione massima |
| -------------------- | ----------------- |
| Australia            | 2                 |
| Belgio (Vallonia)    | 19                |
| Francia              | 45                |
| Germania             | 78                |
| Nuova Zelanda        | 1                 |
| Paesi Bassi          | 26                |
| Regno Unito          | 2                 |
| Svizzera             | 39                |

### Classifiche di fine anno
| Classifica (2000) | Posizione |
| ----------------- | --------- |
| Australia         | 38        |